# 광선 각화증
광선 각화증 (Actinic keratosis, AK)은 두껍고, 비늘이 있거나 딱딱한 피부의 전암성 영역이다. 광선 각화증은 자외선(UV) 광 노출( 액틴 -)에 의해 유발되는 표피 각질세포의 장애(- 증 )이다. 이러한 성장은 피부가 흰 사람과 햇볕에 자주 노출되는 사람에게 더 흔하다. 일반적으로 수십 년에 걸쳐 태양이나 실내 태닝 베드에서 나오는 자외선에 의해 피부가 손상될 때 형성되는 것으로 여겨진다. 전암 특성을 감안할 때 치료하지 않고 방치하면 편평 세포 암종이라는 일종의 피부암으로 변할 수 있다. 치료되지 않은 병변은 편평 세포 암종으로 진행될 위험이 최대 20%까지 있으므로 피부과 전문의의 치료가 권장된다.
광선 각화증은 특징적으로 종종 건조하거나 거칠게 느껴지는 두껍고, 인설이 있거나 딱딱한 부위로 나타난다. 크기는 일반적으로 2에서 6mm 사이이지만 직경이 몇 센티미터까지 자랄 수 있다. 특히 AK는 보기 전에 느껴지는 경우가 많으며 질감을 사포에 비유하기도 한다. 그들은 어둡거나, 밝거나, 황갈색, 분홍색, 빨간색, 이 모든 것의 조합이거나 주변 피부와 같은 색을 가질 수 있다.
임상 검사 소견이 AK에 전형적이지 않고 상피내암 또는 침습성 편평 세포 암종(SCC)의 가능성을 임상 검사만으로 배제할 수 없는 경우, 병변 조직의 조직학적 검사를 통해 확정 진단을 위해 생검 또는 절제를 고려할 수 있다. AK에 대한 여러 치료 옵션을 사용할 수 있다. 광역동 요법(PDT)은 현장 암화라고 하는 피부 부위의 수많은 AK 병변을 치료하는 한 가지 옵션이다. 그것은 감광제를 피부에 적용한 다음 강한 광원으로 조명하는 것과 관련이 있다. 5-플루오로유라실 또는 이미퀴모드와 같은 국소 크림은 몇 주에 걸쳐 영향을 받는 피부 부위에 매일 도포해야 할 수 있다.
냉동 요법은 소수의 잘 정의된 병변에 자주 사용되지만 치료 부위에서 원하지 않는 피부 미백 또는 저색소침착이 발생할 수 있다. 피부과 전문의의 후속 조치를 통해 AK가 피부암으로 진행되기 전에 치료할 수 있다. 암이 AK 병변에서 발생하는 경우 면밀한 모니터링을 통해 치료의 완치율이 높은 시점에 조기에 발견할 수 있다.

## 징후 및 증상

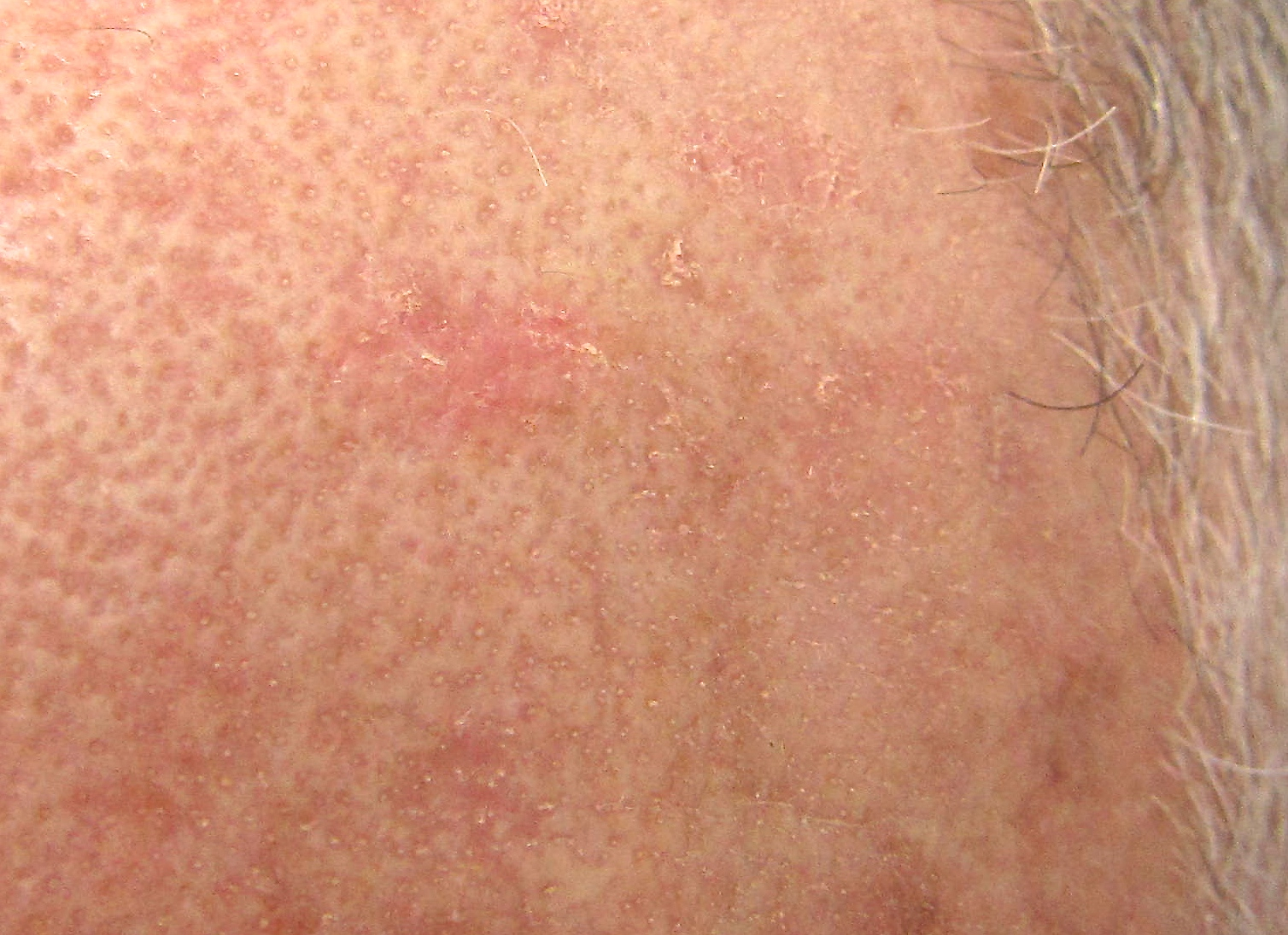
광선 각화증 병변

광선 각화증(AK)은 주변이 붉어지는 다양한 두께의 흰색 비늘 판으로 가장 일반적으로 나타난다. 장갑을 낀 손으로 만졌을 때 사포 같은 질감을 가진 것이 가장 유명하다. 병변 근처의 피부는 종종 눈에 띄는 색소 변화를 특징으로 하는 일광 손상의 증거를 보여주며, 과색소침착 영역과 함께 노란색 또는 옅은 색을 띤다. 깊은 주름, 거친 질감, 자반병 및 반상출혈, 건성 피부 및 산발성 모세혈관확장증도 특징적이다.
병변은 일반적으로 무증상이지만 압통, 가려움증, 출혈, 따끔거림 또는 화끈거림을 유발할 수 있다. AK는 일반적으로 임상 증상에 따라 등급 I(쉽게 볼 수 있음, 약간 만져질 수 있음), 등급 II(쉽게 볼 수 있음, 만져질 수 있음) 및 등급 III(솔직히 눈에 띄고 각화과다증)로 등급이 매겨진다.

## 원인
AK 형성의 가장 중요한 원인은 다양한 메커니즘을 통한 태양 복사이다. 자외선에 의해 유도된 p53 종양 억제 유전자의 돌연변이는 AK 형성의 중요한 단계로 확인되었다. 17p 132번 염색체에 위치한 이 종양 억제 유전자는 DNA 또는 RNA가 손상되었을 때 세포 주기 정지를 허용한다. 따라서 p53 경로의 조절 장애는 이형성 각질 세포의 확인되지 않은 복제를 초래할 수 있으며, 이에 따라 종양 성장 및 AK 발병의 원인이 될 뿐만 아니라 AK에서 피부암으로의 진행 가능성이 있다. AK의 발달과 관련된 다른 분자 마커에는 p16 ink4, p14, CD95 리간드, TNF 관련 세포사멸 유도 리간드(TRAIL) 및 TRAIL 수용체의 발현, 이형접합체의 손실이 포함된다.

## 진단
의사는 일반적으로 육안 관찰과 촉각의 조합을 통해 철저한 신체 검사를 수행하여 광선각화증을 진단한다. 그러나 병변이 피부암이 아닌지 확인하기 위해 각화증의 직경이 크거나 두껍거나 출혈이 있는 경우 생검이 필요할 수 있다. 광선 각화증은 침윤성 편평 세포 암종(SCC)으로 진행될 수 있지만 두 질병 모두 신체 검사에서 유사하게 나타날 수 있으며 임상적으로 구별하기 어려울 수 있다. 생검 또는 절제로 인한 병변의 조직학적 검사는 AK를 피부안 또는 침습성 SCC와 확실하게 구별하는 데 필요할 수 있다. SCC 외에도 AK는 염증성 피부병 또는 흑색종을 포함한 다른 피부 병변으로 오인될 수 있다.

## 처치
환자와 병변의 임상적 특성에 따라 AK에 대한 다양한 치료 옵션이 있다. AK는 치료 선택 시 의사 결정을 안내하는 다양한 기능을 보여준다. 여러 가지 효과적인 치료법이 있기 때문에 환자의 선호도와 생활 방식도 의사가 광선각화증의 관리 계획을 결정할 때 고려하는 요소이다. 새로운 병변이 발생하지 않고 이전 병변이 진행되지 않는지 확인하기 위해 치료 후 정기적인 후속 조치가 권장된다. 시술 후 국소 치료를 추가하면 결과를 개선할 수 있다.